# Irene (cantante)
Irene (아이린?), pseudonimo di Bae Joo-hyun (배주현?, 裵柱現?, Bae Ju-hyeonLR, Pae ChuhyŏnMR; Daegu, 29 marzo 1991), è una cantante e attrice sudcoreana.
Dal 2014 è un membro del gruppo musicale Red Velvet, di cui è la leader.

## Biografia

### Origini
Irene è nata a Taegu, dove ha frequentato la scuola superiore Haknam. Nel 2009 è stata scritturata dalla SM Entertainment.

### Debutto con le Red Velvet e apparizioni televisive
Nel dicembre 2013, Irene è stata rivelata da S.M. Entertainment attraverso il programma S.M. Rookies; mesi prima è apparsa nel video musicale di Henry Lau "1-4-3". Diversi video di Irene erano stati pubblicati sul canale YouTube di S.M. Entertainment, tra cui uno in cui lei e Kang Seul-gi ballano Be Natural, una canzone originalmente interpretata dal gruppo SES.
Il primo agosto 2014 Irene ha debuttato nel gruppo Red Velvet; a novembre è apparsa nel video musicale di Cho Kyu-hyun "At Gwanghwamun".
Da maggio 2015 a giugno 2016 ha condotto il programma musicale Music Bank insieme a Park Bo-gum. La coppia ha attirato l'attenzione dei media e dei giornalisti, che li hanno definiti la migliore coppia nella storia del programma.
A luglio 2016 ha debuttato come attrice nel web-drama Game-hoesa yeojig-wondeul nel ruolo di protagonista. Il 22 ottobre è diventata la conduttrice del programma di OnStyle Laundry Day. Nello stesso mese ha partecipato al programma Trick & True insieme a Wendy.

## Discografia

### Singoli
- 2019 – The Only (Raiden feat. Irene)
- 2020- Monster (subunit IRENE & SEULGI)
- 2024- Like a Flower (ep)
- 2025 - Tilt (subunit IRENE & SEULGI)

### Colonne sonore
- 2021 – A White Night (Double Patty OST)

## Filmografia

### Drama televisivi
- Tae-yang-ui hu-ye (태양의 후예) – serial TV, episodio 16 (2016) – cameo
- Women at a Game Company (게임회사 여직원들) – webserie (2016)

### Film
- SMTown: The Stage (SMTOWN THE STAGE), regia di Bae Sung-sang (2015)
- Double Patty (더블패티), regia di Baek Seung Hwan (2021)

### Programmi televisivi
- Pops in Seoul (팝스 인 서울) - programma televisivo, episodio 4275 (2014)
- Let's Go! Dream Team Season 2 (출발 드림팀 - 시즌 2) - programma televisivo (2014)
- Hello Counselor 1 (안녕하세요 시즌1) - programma televisivo, episodi 188, 267, 353 (2014, 2016, 2018)
- Hidden Singer 3 (히든싱어 시즌3) - programma televisivo, episodi 5, 13 (2014)
- Weekly Idol (주간 아이돌) - programma televisivo, episodi 168, 217, 242, 267, 331, 369, 422 (2014, 2015, 2016, 2017, 2018, 2019)
- Show! Eum-ak jungsim (쇼! 음악중심) - programma televisivo, episodio 437, 450, 472, 474-475 (2014, 2015)
- Music Bank (뮤직뱅크) - programma televisivo, episodi 779, 781-782, 785-813, 815-842, 872-873, 893, 942-943, 985, 994, 1010-1011, 1037, 1086 (2015, 2016, 2017, 2018, 2019, 2020, 2021)
- Inkigayo (SBS 인기가요) - programma televisivo, episodio 810 (2015)
- M Countdown (엠 카운트다운) - programma televisivo, episodi 420-421, 424-425, 433, 438-439, 444-448, 456, 462 (2015, 2016)
- YamanTV (야만TV) - programma televisivo, episodio 14 (2015)
- After School Club - programma televisivo, episodi 113, 154, 250 (2015, 2016, 2018)
- We Got Married - Season 4 (우리 결혼했어요 - 시즌 4) - programma televisivo episodi 276, 288, 293, 295-297 (2015)
- A Song For You 4 (글로벌 리퀘스트 쇼 어송포유 4) - programma televisivo, episodio 12 (2015)
- Star King (스타킹) - programma televisivo, episodio 429 (2015)
- Vitamin (비타민) - programma televisivo, episodi 610, 621 (2015, 2016)
- Daily Taengoo Cam (일상의 탱구캠) - programma televisivo, episodio 1 (2015)
- 2015 SBS Gayo Daejeon (2015 SBS 가요대전) - programma televisivo (2015)
- 2015 MBC Music Festival: Encyclopedia of Music (2015 MBC 가요대제전: 가요대백과) - programma televisivo (2015)
- Laundry Day, 12 episodi (2016-2017)
- Two Yoo Project Sugar Man (투유 프로젝트 - 슈가맨) - programma televisivo, episodio 13 (2016)
- Baek Jong-won's Top 3 Chef King (백종원의 3대천왕) - programma televisivo, episodi 23, 73, 81-82 (2016, 2017)
- 2016 Idol Star Olympics Championships New Year Special (2016 아이돌스타 육상 씨름 풋살 양궁 선수권대회) - programma televisivo (2016)
- Men on a Mission (아는 형님) - programma televisivo, episodi 29, 84, 139 (2016, 2017, 2018)
- Trick & True (트릭 & 트루) - programma televisivo, episodi 1-4 (2016)
- Radio Star (황금어장 라디오스타) - programma televisivo, episodio 504 (2016)
- Two Man Show (양남자쇼) - programma televisivo, episodio 4 (2016)
- Idol Party: Under The Sky Without a Mother (아이돌잔치) - programma televisivo, episodio 5 (2016)
- Empty The Convenience Store (편의점을 털어라) - programma televisivo, episodio 2 (2017)
- 2017 Idol Star Athletics Archery Rhythmic Gymnastics Aerobics Championships (아이돌스타 육상 선수권대회 2017년) - programma televisivo (2017)
- Running Man (런닝맨) - programma televisivo, episodi 338, 376, 426-427 (2017, 2018)
- Singderella (싱데렐라) - programma televisivo, episodio 15 (2017)
- Two Man Show (양남자쇼) - programma televisivo, episodio 2 (2017)
- Sister's Slam Dunk 2 (언니들의 슬램덩크2) - programma televisivo, episodio 4 (2017)
- Attraction TV 2 (매력티비 2) - programma televisivo (2017)
- The Return of Superman (슈퍼맨이 돌아왔다) - programma televisivo, episodi 180, 246 (2017, 2018)
- The Dynamic Duo (공조7) - programma televisivo, episodio 7 (2017)
- Snowball Project (눈덩이 프로젝트) - programma televisivo (2017)
- Saturday Night Live Korea 9 (SNL 코리아9) - programma televisivo, episodio 17 (191) (2017)
- Idol Drama Operation Team (아이돌 드라마 공작단) - programma televisivo, episodio 9 (2017)
- LEVEL UP PROJECT! (레벨업 프로젝트) - programma televisivo (2017)
- Oppa Thinking (오빠생각) - programma televisivo, episodio 11 (2017)
- Music Bank in Jakarta (뮤직뱅크) - programma televisivo (2017)
- Let's Eat Dinner Together (한끼줍쇼) - programma televisivo, episodi 57 (2017)
- K-RUSH 2 (KBS World Idol Show K-RUSH Season 2) - programma televisivo, episodio 6 (2017)
- LEVEL UP PROJECT! 2 (레벨업 프로젝트) - programma televisivo (2018)
- Two Yoo Project Sugar Man (투유 프로젝트 - 슈가맨) - programma televisivo, episodio 3 (2018)
- Idol Star Athletics Championships (아이돌 스타 육상 선수권대회) - programma televisivo (2018)
- I Can See Your Voice 5 (너의 목소리가 보여 시즌5) - programma televisivo, episodio 4 (2018)
- Red Velvet Eye Contact Cam 1 (레드 벨벳- 아이컨택캠) - programma televisivo (2018)
- Super Junior's Super TV 2 (슈퍼TV) - programma televisivo, episodio 10 (2018)
- LEVEL UP PROJECT! 3 (레벨업 프로젝트) - programma televisivo (2018)
- Idol Room (아이돌룸) - programma televisivo, episodi 15, 56 (2018, 2019)
- 2018 Idol Star Athletics Championships Chuseok Special (2018 아이돌스타 육상 볼링 양궁 리듬 체조 족구 선수권 대회) - programma televisivo (2018)
- Pajama Friends (파자마 프렌즈) - programma televisivo, episodio 5 (2018)
- Red Velvet Eye Contact Cam 2 (레드 벨벳- 아이컨택캠) - programma televisivo (2018)
- Idol League 1 (아이돌 리그) - programma televisivo, episodio 42 (2019)
- We Will Channel You! (가로채널) - programma televisivo, episodi 7-10, 14 (2019)
- 2019 Idol Star Athletics Championships (2019아이돌스타 육상 볼링 양궁 리듬 체조 족구 선수권 대회) - programma televisivo (2019)
- Stage K (스테이지K) - programma televisivo, episodio 1 82019)
- 300 X2 (300 엑스투) - programma televisivo, episodio 8 (2019)
- Walk, Fly, Ride with Red Velvet - programma televisivo (2019)
- 2019 KBS Song Festival - programma televisivo (2019)
- ReVe Festival FINALE - programma televisivo (2019-2020)
- 2020 Idol Star Athletics Championships (설특집 2020 아이돌스타 선수권대회) - programma televisivo (2020)
- BOATTA (보았다) - programma televisivo, episodio 20 (2020)
- Amazing Saturday (놀라운 토요일) - programma televisivo, episodio 110 (2020)
- Where is My Home (구해줘! 홈즈) - programma televisivo, episodio 65 (2020)
- LEVEL UP! Irene x Seulgi Project (레벨업 프로젝트) - programma televisivo (2020)
- MMTG (문명특급) - programma televisivo, episodi 130-131 (2020)
- After Mom Goes to Sleep (엄마가 잠든 후에) - programma televisivo, episodio 66 (2020)
- Yeri's Room (예리한방) - programma televisivo, episodi 7-8 (2020)
- Dong Dong Shin Ki (동동신기) - programma televisivo, episodio 3-4 (2020)
- Nolmyeon mwohani? (놀면 뭐하니?) - programma televisivo, episodio 53 (2020)
- Bu:QUEST of RED VELVET (부퀘스트 레드벨벳) - programma televisivo (2020-2021)
- Seulgi.Zip (슬기 zip) - programma televisivo, episodio 25 (2021)
- Queendom Restaurant - programma televisivo (2021)
- First Time (처음인데 뭐하지?) - programma televisivo, episodio 1 (2021)
- 2021 KBS Song Festival (2021 KBS 가요대축제) - programma televisivo (2021)
- Irene's Work & Holiday (아이린의 워크 & 홀리데이) - programma televisivo (2022)
- Level Up! Project 5 (레벨업! 프로젝트 시즌5) - programma televisivo (2022)

### Speciali
- Daehanmingug donghaengseil teugbyeolhaengsa (대한민국 동행세일 특별행사) - trasmissione (2020)
- Ledeubelbes-ailin&seulgiui Monster jusighoesa (레드벨벳-아이린&슬기의 Monster 주식회사) - live (2020)
- Cass BLUE PLAYGROUND CONNECT 2.0 - trasmissione (2020)
- Je 26hoe DREAM CONCERT CONNECT:D (제 26회 DREAM CONCERT CONNECT:D) - trasmissione (2020)
- a-nation online 2020 - trasmissione (2020)
- 2020 GANGNAM FESTIVAL 영동대로 K-POP CONCERT - broadcast (2020)
- 2020 GREAT MUSIC FESTIVAL - broadcast (2020)

### Radio
- SBS-R POWER FM 두시탈출 컬투쇼 ‘컬투 음감회’ (2020)
- KBS-R Cool FM 강한나의 볼륨을 높여요 ‘텐션업 초대석’ (2020)
- KBS-R Cool FM 박원의 키스 더 라디오 ‘키스더 초대석’ (2020)

## Riconoscimenti
- KBS Entertainment Awards
  - 2015 – Candidatura Best Newcomer per Music Bank